# Гафуров, Даврон Дилмурадович
Гафуров Даврон Дилмурадович (узб. Gofurov Davron: анг: Gafurov Davron, род 4 августа 1981г, Ташкентская область, Узбекская ССР) — узбекский тренер по боксу, бывший боксер-любитель, выступавший в наилегчайшей весовой категории и тренер высшей категории. В 2023 году удостоен звания заслуженного тренер Республики Узбекистана.

## Биография
Даврон Гафуров родился в 1981 году в Зангиатинском районе Ташкентской области. С 15 лет занимался кикбоксингом и боксом. Чемпион Узбекистана среди молодежи (2010). В 2011 году занял 1-е место на турнире в Атырау, Казахстан. Мастер спорта по боксу.

### Тренерская карьера
С 2015 года начал тренерскую деятельность по боксу в зале Федерации бокса Узбекистана[2]. Личный тренер чемпиона мира среди взрослых и молодежи, золотого призера Олимпийских игр (2018) среди молодежи и Париж-2024 Олимпийских игр Абдумалика Халокова,  . С 2018 года является одним из тренеров сборной Узбекистана по боксу

## Достижения
- 2023 — Заслуженный тренер Республики Узбекистан[8]
- 2024 — Орден «Соглом авлод учун» II степени[9]